# Peter Townsend (Sozialwissenschaftler)
Peter Brereton Townsend (* 6. April 1928 in Middlesbrough; † 7. Juni 2009) war ein britischer Sozialwissenschaftler, der durch seine Arbeiten zur Erforschung der Armut in Großbritannien bekannt wurde.

## Leben
Townsend arbeitete von 1952 bis 1957 als Forschungsassistent und Mitarbeiter am Institute of Community Studies. Danach nahm er bis 1963 eine Stelle als Lecturer an der London School of Economics an. Im Jahr 1963 erhielt er einen Ruf der neu gegründeten University of Essex als Professor für Soziologie. In den Jahren 1975 bis 1978 war er Pro-Vice Chancelor der Universität. 1982 nahm er eine Lehrtätigkeit als Professor und Professor emeritus an der University of Bristol auf, wo das nach ihm benannte Townsend Centre of International Poverty Research eingerichtet wurde. Seit 1998 unterrichtete er zusätzlich als Professor für internationale Sozialpolitik an der London School of Economics. 2004 wurde er zum Mitglied der British Academy gewählt.
Townsend war Mitbegründer der Child Poverty Action Group im Jahr 1965 und deren Vorsitzender von 1969. Ebenso war er ab 1974 Vorsitzender der Disability Alliance. Seit den 1950er-Jahren war er beratend für die Labour Party tätig. Townsend war verheiratet und hatte fünf Kinder.

## Werke
- Poverty in the United Kingdom, Allen Lane, London 1979
- The International Analysis of Poverty, Wheatsheaf, Hemel Hempstead 1993
- A Poor Future: Can We Counter Growing Poverty in Britain and across the World?, Lemos and Crane, London 1996
- (Hrsg.) mit David Gordon: Breadline Europe: The Measurement of Poverty, Policy Press, Bristol 2000